# Le Chevalier de Bacchus
Pour plus de détails, voir Fiche technique et Distribution.
Le Chevalier de Bacchus (The Big Hangover) est un film américain en  noir et blanc  réalisé par Norman Krasna, sorti en 1950.

## Synopsis
David Maldon, un étudiant en droit, est embauché par un cabinet d'avocats renommé. Il souffre d'une maladie rare qui le rend ivre à la moindre goutte d'alcool et provoque des hallucinations. Mary, psychanalyste, est fascinée par la façon dont David, au cours de ses crises, imite même un chien qui parle.
L'avocat de la ville, Carl Bellcap, menace de porter plainte contre l'entreprise pour l'expulsion d'une famille chinoise de son appartement. David intervient, sauvant la mise, mais le partenaire du cabinet Charles Parkford responsable de l'expulsion, est maintenant furieux. Parkford glisse du vin dans la soupe de David, puis s'amuse à regarder le jeune homme se mettre en spectacle avec ses hallucinations en public.
À la fin de ses études de droit, David surprend ses collègues quand il leur remet sa démission car il a décidé de travailler pour Bellcap et la ville. Mary, qui est tombée amoureuse de lui, regrette de le voir quitter l'entreprise familiale, mais respecte sa décision et ses valeurs.

## Fiche technique
- Titre : Le Chevalier de Bacchus
- Titre original : The Big Hangover
- Réalisation : Norman Krasna
- Scénario : Norman Krasna
- Musique : Adolph Deutsch
- Direction artistique : Cedric Gibbons et Paul Groesse
- Décorateur de plateau : Edwin B. Willis
- Costumes : Helen Rose
- Photographie : George J. Folsey et Joseph Ruttenberg (non crédité)
- Montage : Fredrick Y. Smith
- Producteur : Norman Krasna
- Société de production et de distribution : MGM
- Pays de production :  États-Unis
- Langue originale : anglais américain
- Format : noir et blanc — 35 mm — 1,37:1 — son : mono (Western Electric Sound System)
- Genre : comédie
- Durée : 82 min
- Dates de sortie : 
  - États-Unis : 26 mai 1950
  - France : 18 mai 1951

## Distribution
- Van Johnson : David Maldon
- Elizabeth Taylor : Mary Belney
- Percy Waram : John Belney
- Fay Holden : Martha Belney
- Leon Ames : Carl Bellcap
- Edgar Buchanan : Oncle Fred
- Selena Royle : Kate Mahoney
- Gene Lockhart : Charles Parkford
- Rosemary DeCamp : Claire Bellcap
- Philip Ahn : Dr Lee
- Gordon Richards : Williams, le chauffeur
- Matt Moore : M. Rumlie
- Pierre Watkin : Samuel C. Long
- Russell Hicks : Steve Hughes
- Gayne Whitman : l'associé chez B.P.E&H (non crédité)